# Тео Джеймс
Тео Джеймс (англ. Theo James; нар. 16 грудня 1984), справжнє ім'я Теодор Пітер Джеймс Кіннейрд Таптікліс — британський актор кіно і телебачення.

## Біографія
Народився 16 грудня 1984 року в Оксфорді, Англія. Молодший з п'яти дітей Джейн Мартін і Філіпа Таптікліса.
Закінчив університет Ноттінгема, де отримав ступінь з філософії.
Акторській майстерності навчався в Бристольській театральній школі (англ. Bristol Old Vic Theatre School).
Дебют на телебаченні відбувся у 2010 році у серіалі «Пристрасна жінка». Також знявся в третій серії першого сезону серіалу «Абатство Даунтон». Цього ж року зіграв першу роль у великому кіно — у фільмі Вуді Аллена «Ти зустрінеш таємничого незнайомця».
У 2011 році отримав головну роль в британському телесеріалі «Бедлам» і роль вампіра Девіда в четвертій частині франшизи «Інший світ: Пробудження». Знявся у фільмі Ентоні Хемінгуея «Червоні хвости».
У 2013 році на екрани вийшов телесеріал «Везунчик», в якому Тео зіграв головну роль детектива Уолтера Кларка. Однак шоу було скасовано після першого сезону. Цього ж року було оголошено, що Тео отримав роль Фора в екранізації трилогії Вероніки Рот «Обрана». Сам фільм вийшов у світовий прокат 21 березня 2014 року, а в український — 20 березня 2014. Після виходу першого фільму було оголошено, що в другій частині під назвою «Інсургент» Тео також зіграє роль Фора. Зйомки стартували 27 травня 2014 в Атланті, Джорджія, а закінчилися  — 7 вересня 2014. Прем'єра фільму відбулася 20 березня 2015 року.
У 2014 році на екрани вийшли також фільми «Лондонські поля» і «Френні» за участю Тео.
Виконав роль Фора і в третій частині франшизи «Інсургент» — «Аллегіант», яка вийшла в прокат у березні 2016 року. Четверта частина франшизи —  «Аллегіант-2» — була скасована через менші, ніж планувалися, надходження від третього фільму (фільм приніс $179,2 мільйонів, маючи бюджет $110 мільйонів).
Навесні 2015 знявся у п'ятій частині франшизи «Інший світ: Кровна помста», де зіграв одну з головних ролей.
У 2020 році у прокат вийшов фільм «Творець», де Тео зіграв головну роль.

## Хобі
Окрім акторської кар'єри, був учасником музичного гурту Shere Khan як вокаліст і гітарист, та 21 листопада 2012 року учасники гурту заявили на своїй сторінці у Facebook, що припиняють свою діяльність.

## Родина
З 2018 року одружений із ірландською акторкою Рут Кірні, з якою зустрічався із 2009 року.

## Фільмографія

### Фільми
| Рік  |    | Українська назва                   | Оригінальна назва                  | Роль                 |
| ---- | -- | ---------------------------------- | ---------------------------------- | -------------------- |
| 2010 | ф  | Ти зустрінеш таємничого незнайомця | You Will Meet a Tall Dark Stranger | Рей                  |
| 2011 | ф  |                                    | The Inbetweeners Movie             | Джеймс               |
| 2012 | ф  | Інший світ: Пробудження            | Underworld: Awakening              | Девід                |
| 2012 | ф  |                                    | The Domino Effect                  | гість вечірки        |
| 2014 | ф  | Дивергент                          | Divergent                          | Тобіас «Чотири» Ітон |
| 2015 | ф  | Інсургент                          | Insurgent                          | Тобіас «Чотири» Ітон |
| 2015 | ф  |                                    | The Benefactor                     | Люк                  |
| 2016 | ф  | Війна проти всіх                   | War on Everyone                    | Лорд Джеймс Манган   |
| 2016 | ф  | Аллегіант — частина 1              | The Divergent Series: Allegiant    | Тобіас «Чотири» Ітон |
| 2016 | ф  | Інший світ: Кровна помста          | Underworld: Blood Wars             | Девід                |
| 2016 | ф  | Щоденник Роуз                      | The Secret Scripture               | отець Гаунт          |
| 2018 | ф  |                                    | Backstabbing for Beginners         | Майкл                |
| 2018 | ф  | Зої                                | Zoe                                | Еш                   |
| 2018 | ф  | Як це закінчується                 | How It Ends                        | Вілл                 |
| 2018 | ф  | Лондонські поля                    | London Fields                      | Ґай Клінч            |
| 2019 | ф  | Мистецтво обману                   | Lying and Stealing                 | Іван                 |
| 2020 | ф  | Творець                            | Archive                            | Джордж Алмор         |
| 2021 | мф | Відьмак: Кошмар Вовка              | The Witcher: Nightmare of the Wolf | Весемір (озвучення)  |
| 2022 | ф  |                                    | Dual                               | Роберт Майклз        |
| 2022 | ф  | Список містера Малкольма           | Mr. Malcolm's List                 | Генрі                |
| 2025 | ф  | Мавпа                              | The Monkey                         | близнюки Білл і Гел  |

### Серіали
| Рік       |    | Українська назва           | Оригінальна назва                   | Роль                                     |
| --------- | -- | -------------------------- | ----------------------------------- | ---------------------------------------- |
| 2010      | с  | Абатство Даунтон           | Downton Abbey                       | Кемал Памук (Епізод #1.3)                |
| 2011      | с  |                            | Bedlam                              | Джед Харпер (6 епізодів)                 |
| 2012      | с  |                            | Case Sensitive                      | Ейден Харпер (2 епізоди)                 |
| 2018—2021 | мс | Кастлванія                 | Castlevania                         | Гектор (озвучення, 19 епізодів)          |
| 2019—2022 | с  | Сандітон                   | Sanditon                            | Сідні Паркер (9 епізодів)                |
| 2019      | с  | Темний кристал: Доба опору | The Dark Crystal: Age of Resistance | Рек'їр (2 епізоди)                       |
| 2019      | с  | Відьмак                    | The Witcher                         | юний Весемір (голос, Епізод "Much More") |
| 2022      | с  | Дружина мандрівника у часі | The Time Traveler's Wife            | Генрі Детембл (6 епізодів)               |
| 2022      | с  | Білий лотос                | The White Lotus                     | Камерон Салліван (7 епізодів)            |
| 2024      | с  | Джентльмени                | The Gentlemen                       | Едді Хорніман (8 епізодів)               |
| 2024      | мс | Люди Ікс '97               | X-Men '97                           | Бастіон (озвучення, 4 епізоди)           |

## Цікаві факти
- Його дідусь — грек, батько — новозеландець, а мати — шотландка.
- Акторська кар'єра Тео почалася з волі випадку. Він просто прийшов на прослуховування в драматичну школу за компанію зі своєю тодішньою дівчиною, але вийшло так, що він був прийнятий, а вона — ні.
- Навчався в «Bristol Old Vic School»[en] одночасно з Антонією Томас (Аліша з серіалу «Покидьки»). Вони також зіграли в короткометражці «Monoon Nights».
- Тео співає баритоном. Вміє грати на фортепіано, гітарі, губній гармошці і саксофоні.
- До того, як він став солістом «Shere Khan», був солістом у ще одній групі — «Makora».
- Окрім рідного британського акценту, Тео може розмовляти з американським, нью-йоркським американським, шотландським, австралійським і південно-ірландським акцентами. Якщо роль вимагає американського акценту, то він витримує його протягом усього знімального процесу, не розмовляючи в перерві між дублями з британським акцентом.
- До того, як стати актором, Тео встиг попрацювати барменом, охоронцем і санітарним працівником.
- Для ролі у фільмі «Інший світ: Пробудження» вивчав паркур, а також тренувався з ножами і хлистами.
- Щоб підготуватися до ролі Уолтера Кларка, провів деякий час в Нью-Йоркському департаменті поліції, вивчаючи особливості роботи поліцейського.
- Любить дайвінг і підводне плавання на затримці дихання. Його особистий рекорд — 18 метрів на одному диханні. Йому подобаються стрибки з круч і крутих скель.
- Тео добре володіє боксом, а ще він талановитий кікбоксер. Вміє танцювати балет, чечітку і джаз.
- Фанат Індіани Джонса і Гаррісона Форда.
- Любить чипси «Cheetos». Улюблений напій в літаку — чай. Жартує, що він в його крові.
- Є вболівальником «Манчестер Юнайтед».